# (11430) Lodewijkberg
11430 Lodewijkberg er en asteroide med en omløbstid på 1195,5383307 days (3,27 år). Den er opkaldt efter astronauten Lodewijk van den Berg.
Asteroiden blev opdaget den 17. oktober 1960.